# ADNP syndrom
ADNP syndrom, též označovaný jako Helsmoortel-Van der Aa syndrome (HVDAS), je vzácné genetické onemocnění, způsobené mutacemi v genu ADNP, které se téměř vždy vyskytují jako nedědičné. Většina jedinců s ADNP syndromem vykazuje lehké až těžké intelektuální postižení, globální opoždění vývoje a atypickou poruchu autistického spektra.
Syndrom byl poprvé popsán v roce 2014 a podle současných odhadů patří mezi nejčastější jednogenové příčiny poruchy autistického spektra. K roku 2024 je známo několik set dětí s ADNP syndromem, které jsou sdruženy v rámci mezinárodní organizace ADNP Kids Research Foundation. V České republice působí neziskový spolek ADNP asociace, který sdružuje několik dětí s ADNP syndromem.
Projevy ADNP syndromu se projevují velmi podobně jako jiné syndromy a klinický genetik může vyslovit podezření na:
- Angelmanův syndrom

- Rettův syndrom (u dívek)
- Smith-Magenisové syndrom
- Phelan-McDermidův syndrom
- Coffin-Sirisův syndrom

Diagnózu ADNP syndromu lze stanovit pouze pomocí genetického testu, který zahrnuje sekvenování genu ADNP.  Tento gen bývá součástí panelu vzácných onemocnění. Nicméně v některých případech může gen ADNP v těchto panelech chybět, a diagnóza je pak stanovena náhodně při sekvenování celého exomu (WES, Whole Exome Sequencing). U variant s neznámým významem lze využít methylační analýzu DNA, která však není v ČR běžně dostupná. 

## Typické projevy ADNP syndromu
Děti s ADNP syndromem mají specifické obličejové rysy. 
- prominentní čelo s vysokou vlasovou linií
- nízko posazené uši s atypickým tvarem
- široký kořen nosu, krátký nos s antverpovanými nozdrami
- tenký horní ret

Krátce po porodu mohou být pozorovány hypoglykemie, obvyklé jsou též potíže s příjmem potravy a nutnost krmení nazogastrickou sondou. Velmi často jsou v dalších měsících pozorovány spánkové obtíže a senzorická senzitivita. 
Mezi nejčastější klinické projevy u jedinců s ADNP syndromem patří:
- závažné opoždění řeči a motoriky (98%)
- mírné až těžké intelektuální postižení (98%)
- porucha smyslového zpracování (98%)
- autismus nebo autistické rysy (81%)
- hypotonie, potíže s klouby (79%)
- zrakové potíže, šilhání, krátkozrakost, aj. (76%)
- předčasné prořezání dentice (69%)
- spánkové potíže (67%)
- potíže s krmením, sáním, reflux, časté zvracení, zácpy (58%)

## Historie
Gen ADNP (Activity-Dependent Neuroprotective Protein) byl poprvé identifikován a popsán v roce 1999 týmem vědců pod vedením Prof. Illany Gozes na univerzitě v Tel Avivu. ADNP gen byl charakterizován jako protein reagující na vazoaktivní intestinální peptid (VIP) s důležitou rolí ve vývoji nervového systému a neuroprotekci.  Zjednodušeně řečeno, vědci našli molekulu, která by mohla být základem pro vývoj nových léků proti onemocněním mozku, protože dokáže chránit mozkové buňky před poškozením. Tento objev byl významným krokem k pochopení, jak můžeme chránit a možná i léčit nemoci postihující mozek.
ADNP syndrom byl jako samostatná genetická porucha poprvé popsán v roce 2014 na belgické univerzitě v Antverpách. Studií bylo identifikováno 10 pacientů s de novo mutacemi v genu ADNP, kteří vykazovali podobné klinické příznaky včetně opožděného vývoje, intelektuálního postižení a charakteristických rysů obličeje. Tento objev vedl k definování ADNP syndromu (také známého jako Helsmoortel-Van der Aa syndrom) jako nové neurovývojové poruchy.
V dalších letech se Prof. Illana Gozes zaměřila na další zkoumání ADNP genu. Podařilo se prokázat, že u pacientů s Alzheimerovo chorobou je výrazně snížena hladina proteinu, který gen ADNP produkuje. Zároveň bylo studií prokázáno, že u myších samců chybné fungování genu vede k větším problémům s pamětí a nevhodnému sociálnímu chování, zatímco samice byly proti témto problémům částečně chráněny. Tyto rozdíly mezi pohlavími našli vědci i v lidských mozkových tkáních, což by mohlo vysvětlovat, proč jsou muži náchylnější k autismu a ženy k Alzheimerově chorobě. 
V roce 2017 bylo popsáno předčasné prořezání mléčných zubů u dětí jako jedinečný biomarker syndromu. Vědci zjistili, že u 81% dětí s ADNP syndromem se v jednom roce života prořezaly téměř všechny zuby včetně stoliček. Tento objev je významný, protože by mohl pomoci s včasnou diagnostikou ADNP syndromu.

## Léčba
Výzkumný tým profesorky Gozes se dále zaměřil na NAP. Peptid NAP je důležitým objevem v potenciální léčbě ADNP syndromu. Jde o krátkou část ADNP proteinu, která byla navržena jako možný lék. Jeho klíčovou vlastností je schopnost procházet přes hematoencefalickou bariéru, působit neuroprotektivně a pomáhat stabilizovat mikrotubuly, které jsou důležitými strukturami v mozkových buňkách. Výzkum začal na myších modelech s ADNP syndromem, kde peptid prokázal schopnost zlepšovat kognitivní funkce, snižovat úzkostné chování a pomáhat s vývojovými milníky. NAP představuje první cílenou léčbu specificky vyvinutou pro ADNP syndrom, což dává naději rodinám pacientů s tímto onemocněním. 
Klinické hodnocení s dvojím zaslepením je plánováno na začátek roku 2025 a postupně se do něj zapojují specializovaná zařízení po celém světě. Funkční lék má být podán dvěma třetinám dětí rozdělených na kohorty ve věku 3-12 let a 12-16 let. Zbývající třetině pacientů bude podáno placebo. 

## Terapie
Protože v současné době kromě klinických studií neexistuje schválená léčba pro ADNP syndrom, je nezbytný multidisciplinární přístup. Terapie se zaměřují na zmírnění jednotlivých příznaků a podporu rozvoje dovedností u postižených jedinců. Klíčovou roli hrají individuální fyzioterapie, ergoterapie, logopedie a behaviorální intervence, které mohou zlepšit motorické, kognitivní a sociální schopnosti.